# Partido Exaltación de la Cruz
Exaltación de la Cruz ist ein Partido im Norden der Provinz Buenos Aires in Argentinien. Laut einer Schätzung von 2019 hat der Partido 35.922 Einwohner auf 662 km². Der Verwaltungssitz ist die Ortschaft Capilla del Señor. Der Partido wurde am 25. Oktober 1864 gegründet.

## Orte
Exaltación de la Cruz ist in 12 Ortschaften und Städte, sogenannte Localidades, unterteilt.
- Capilla del Señor (Verwaltungssitz)
- Los Cardales
- Pavón
- Arroyo de La Cruz
- Parada Orlando
- Parada Robles
- El Remanso
- Etchegoyen
- Parada La Lata - La Loma
- Diego Gaynor
- Gobernador Andonaegui
- Chenaut